# Solo (pel·lícula)
Solo és una pel·lícula estatunidenco-mexicana de ciència-ficció dirigida per Norberto Barba, estrenada l'any 1996. Ha estat doblada al català.

## Argument
Solo és un androide concebut i utilitzat per a fins militars per l'exèrcit americà. Clarament més poderós que un soldat humà, és enviat per una primera missió a Amèrica llatina. No obstant això, dotat d'una consciència humana, Solo es mostra empàtic amb els éssers vius i rebutja les ordres destructores dels seus superiors.

## Repartiment
- Mario Van Peebles: Solo
- Barry Corbin: el general Clyde Haynes
- William Sadler: el coronel Frank Madden
- Jaime Gomez: el sergent Lorenzo
- Demián Bichir: Rio
- Seidy Lopez: Agela
- Abraham Verduzco: Miguel
- Joaquín Garrido: Vasquez
- William Wallace: Thompson, el pilot de l'helicòpter
- Adrien Brody: el doctor Bill Stewart
- Brent Schaeffer: l'oficial de comunicacions
- Christopher Michael: l'oficial de la cabina de pilotatge
- Lucas Dudley: Helmsman
- Rafael Velasco: Justos
- Abel Woolrich: Lazaro

## Al voltant de la pel·lícula
- El rodatge s'ha desenvolupat a Nayarit, Puerto Vallarta i Veracruz, a Mèxic.[3]
- Algunes escenes es van fer servir al film Agent Destructor, dirigida per Damian Lee el 2000.
- La cançó I Can See the Stars es interpretada per David Glickman.[4]
- Destacar una petita aparició del director Norberto Barba en el paper d'un soldat rebel.